# Lý Nhân Tông
Lý Nhân Tông, né sous le nom Lý Càn Đức, né le 22 février 1066 à  Du Thiền Các Thăng Long et mort le 15 janvier 1128 à Vĩnh Quang điện, Thăng Long, est l'Empereur du Đại Việt (ancêtre du Viêt Nam) de 1072 à 1127 et le quatrième représentant de la dynastie Lý. Il est le fils de Lý Thánh Tông l'Empereur bienveillant et l'arrière petite-fils du fondateur de dynastie Lý. Le règne de Lý Nhân Tông se caractérise par sa durée de cinquante cinq ans, et les divers conflits guerriers contre les Song chinois, le Champa et les chenla.

## Biographie
Lý Nhân Tông succède à son père Lý Thánh Tông alors qu'il n'a que sept ans.
Les premières années de son règne se passent sous la régence de Thượng Dương, femme de Lý Thánh Tông, puis de Ỷ Lan, concubine de Lý Thánh Tông et mère de l'Empereur, et de Lý Đạo Thành, membre de la famille de l'Empereur.
Nhân Tông est né dans le premier mois du calendrier lunaire en 1066 comme Lý Càn Đức à l'empereur Ly Thanh Tông et sa concubine Ỷ Lan.  Il a été dit que Ly Thanh Tông était incapable d'avoir son propre fils en place à l'âge de 40 ans, donc il a rendu visite à pagodes bouddhistes dans tout le pays à prier pour un enfant. Par conséquent, peu après la naissance, Lý Càn Đức avait droit prince héritier des Ly Dynasty tandis Lady Ỷ Lan a obtenu le titre Concubine impériale. Pour fêter l'événement qui l'a soulagé de la contrainte d'avoir un héritier, Ly Thanh Tông a changé son nom de l'époque de Chương Thánh Gia Khánh (彰 聖 嘉慶) Long Chương Thiên Tu (龍 章 天 嗣) et décide d'une amnistie pour les prisonniers.
Dans le premier mois du calendrier lunaire en 1072, l'empereur Thánh Tông est mort et donc le prince de couronne est Đức, ensuite Ly Nhân Tông, accède au trône à l'âge de seulement 7 ans. 
L'empereur change de nom de l'époque en Thái Ninh (1072-1076), au cours de son règne Ly Nhân Tông avait sept autres noms pour chaque époque qui sont :
- Lý Nhân Tông (1066-1076)
- Anh Vu Chiêu Thắng (1076-1084),
- Quang Huu (1085-1092),
- Hoi Phong (1092-1100),
- Long Phu (1101 -1109),
- Hoi Tường Đại Khánh (1110-1119),
- Thiên Phù Duệ VU (1120-1126)
- Thiên Phù Khánh Tho (1127-1127).

Le règne de Lý Nhân Tông est marqué par la guerre du Đại Việt avec la dynastie Song en Chine, le royaume du Champā et le royaume du Chenla qui causent des centaines de milliers de morts.
Avec un règne de 55 ans à sa mort en 1127, Lý Nhân Tông est l'Empereur qui est resté le plus longtemps à la tête du pays.